# Shirley Williams
Shirley Williams, baronowa Williams of Crosby (ur. 27 lipca 1930 w Londynie, zm. 12 kwietnia 2021) – brytyjska polityk, minister w rządach Harolda Wilsona i Jamesa Callaghana, początkowo członkini Partii Pracy, w 1981 z trzema innymi laburzystowskimi deputowanymi założyła Partię Socjaldemokratyczną, od 1988 w Liberalnych Demokratach.

## Życiorys
Urodziła się jako Shirley Vivien Teresa Brittain Catlin. Jest córką politologa i filozofa sir George’a Catlina i pisarki Very Brittain. Po ukończeniu Somerville College na Uniwersytecie Oksfordzkim rozpoczęła karierę dziennikarki. Uzyskała stypendium Fulbrighta i studiowała na Uniwersytecie Columbii. Była dwukrotnie zamężna – w latach 1955–1974 była żoną sir Bernarda Williamsa, a w 1987 poślubiła Richarda Neustadta i była jego żoną do jego śmierci w 2003.
W 1964 została wybrana do Izby Gmin jako reprezentantka okręgu Hitchin. Od 1974 r. reprezentowała okręg wyborczy Hertford and Stevenage. W 1966 została parlamentarnym sekretarzem ministra budownictwa i samorządu lokalnego. W 1967 objęła stanowisko ministra stanu w departamencie edukacji i nauki. W latach 1969–1970 była ministrem stanu w Home Office. W latach 1971–1973 była ministrem spraw wewnętrznych w laburzystowskim gabinecie cieni. Po wyborczym zwycięstwie Partii Pracy w 1974 została ministrem cen i ochrony konsumentów. W 1976 została Paymaster-General oraz ministrem edukacji i nauki.
Miejsce w Izbie Gmin Williams utraciła po wyborczej porażce laburzystów w 1979. W 1981 razem z innymi przedstawicielami prawego skrzydła Partii Pracy, Royem Jenkinsem, Davidem Owenem i Billem Rodgersem, wystąpiła z Partii Pracy i założyła Partię Socjaldemokratyczną. W tym samym roku wygrała wybory uzupełniające w okręgu Crosby, stając się pierwszą deputowaną SDP wybraną w wyborach. Przegrała jednak w wyborach powszechnych 1983. Bez powodzenia startowała w wyborach 1987 w okręgu Cambridge.
W 1988 poparła zjednoczenie SDP z Partią Liberalną i utworzenie Liberalnych Demokratów. W tym czasie Williams prowadziła na antenie BBC program In Conversation with Shirley Williams oraz występowała w wielu programach radiowych i telewizyjnych. Była m.in. komentatorem Question Time.
Williams wykładała na Uniwersytecie Harvarda w latach 1988–1993. W 1993 otrzymała dożywotni tytuł parowski baronowej Williams of Crosby. W latach 2001–2004 była liderem Liberalnych Demokratów w Izbie Lordów. W czerwcu 2007 została doradczynią premiera Gordona Browna ds. rozprzestrzeniania broni jądrowej.
Lady Williams jest autorką wielu książek, m.in. God and Caesar: Personal Reflections on Politics and Religion (2003), New Party – The New Technology (1988), A Job to Live (1985), Politics is for People (1981).

## Odznaczenia
- Order Towarzyszy Honoru (2017)[2]